# 216428 Mauricio
216428 Mauricio è un asteroide della fascia principale. Scoperto nel 2008, presenta un'orbita caratterizzata da un semiasse maggiore pari a 2,7231350 UA e da un'eccentricità di 0,1543123, inclinata di 3,31792° rispetto all'eclittica.
L'asteroide è dedicato sia al nonno paterno che ad un figlio di uno degli scopritori, Gustavo Muler, entrambi aventi come nome Mauricio.